# E.T.ジョシュア国際空港
E.T.ジョシュア国際空港（英: E.T. Joshua Airport）は、セントビンセント・グレナディーンの首都キングスタウンにある国際空港。空港名は初代首相のE.T.ジョシュアから名付けられた。2017年2月1日にアーガイル国際空港が開港し、全ての航空便が移管した。